# Procès de Buchenwald

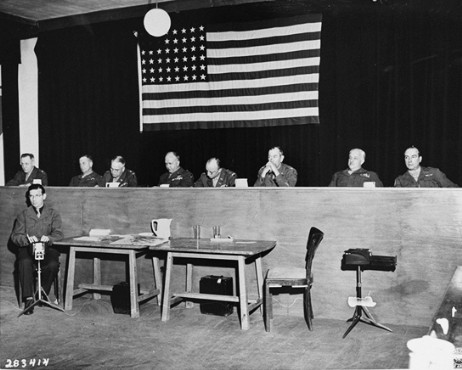
Les huit officiers américains du tribunal militaire américain au procès des anciens membres du personnel du camp de Buchenwald. De gauche à droite: Lieutenant-colonel Morris, Colonel Robertson, Colonel Ackerman, Brigadier général Kiel, Lieutenant-colonel Dwinell, Colonel Pierce, Colonel Dunning et le Lieutenant-colonel Walker.

Le procès de Buchenwald (également appelé affaire 000-50-9) est un procès de criminels de guerre conduit par l'armée des États-Unis dans la zone d'occupation américaine au tribunal militaire de Dachau. Le procès se déroula du 11 avril au 14 août 1947 dans l'ancien camp de concentration de Dachau, transformé fin avril 1945 en camp d'internement.
Lors de ce procès, 31 personnes furent inculpées pour crimes de guerre liés au camp de concentration de Buchenwald et à ses camps satellites. À l'issue du procès, les 31 accusés furent reconnus coupables. Le procès de Buchenwald faisait partie des procès de Dachau qui furent tenus entre 1945 et 1948.

## Contexte du procès
« Les porcs dans les écuries SS reçurent une meilleure alimentation, comparé à la nourriture des prisonniers.

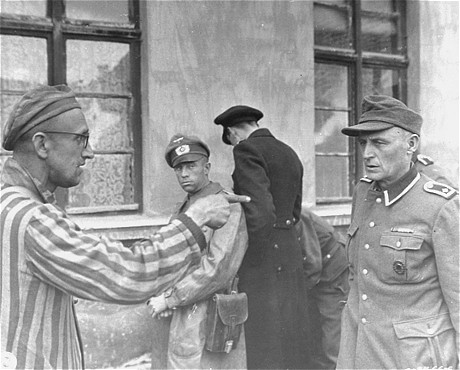
Un garde SS qui aurait commis des crimes est identifié le 14 avril 1945 par un ancien prisonnier soviétique à Buchenwald.

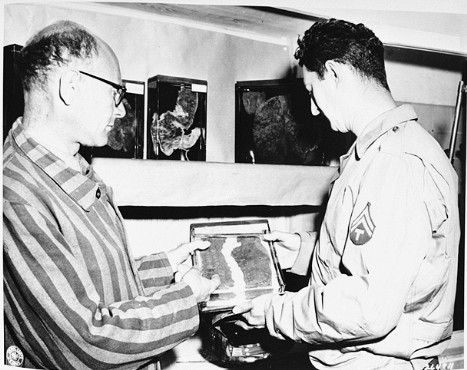
Le 27 mai 1945, un ancien détenu de Buchenwald montre au soldat américain Jack Levine un bocal contenant des organes humains appartenant aux détenus du camp, prélevés par des médecins nazis pour leurs « expérimentations ».

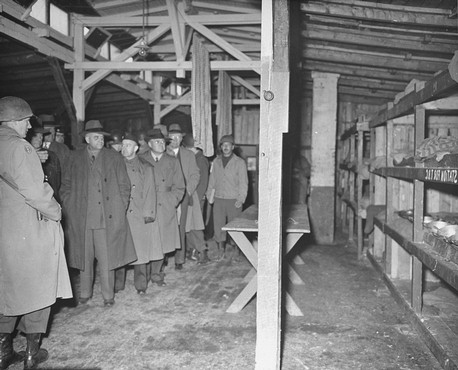
Membres du Congrès américain visitant Buchenwald le 24 avril 1945.

— Peter Zenkl, vice-premier ministre tchécoslovaque, ancien détenu de Buchenwald, témoigna en premier pendant le procès de Buchenwald à partir de la mi-avril 1947. »

Lorsque les troupes américaines atteignirent les camps de concentration du Reich allemand dans les dernières phases de la Seconde Guerre mondiale, elles n'étaient pas préparées à affronter les atrocités commises dans les camps de concentration. La prise en charge des Muselmann et l'enterrement des milliers de prisonniers victimes de marches de la mort, d’exécutions ou de la faim constituèrent une tâche difficile pour l'armée des États-Unis. Avant la libération du camp de concentration de Buchenwald le 11 avril 1945, les soldats américains avaient pris des photos après la prise du camp de concentration d'Ohrdruf (en), un camp annexe de Buchenwald, illustrant les terribles circonstances de l'évacuation du camp. Dès le 12 avril 1945, le commandant suprême des forces alliées, Dwight D. Eisenhower, se rendit dans le camp de concentration d'Ohrdruf et, après cette terrible visite, demanda à des politiciens américains et britanniques, des représentants des Nations unies et à la presse américaine de visiter le camp afin de montrer au Monde les atrocités commises par le Troisième Reich. Le 16 avril 1945, 1 000 habitants de Weimar sous commandement américain furent mandatés pour visiter le camp de concentration de Buchenwald où ils purent observer les dernières traces de l'extermination de masse. D'autre part, des habitants résidant à proximité durent enterrer les victimes des marches de la mort.
Dans le cadre de l'US War Crimes Trial Program, un programme américain visant à instaurer des normes juridiques et un système judiciaire pour poursuivre les criminels de guerre allemands, les enquêteurs américains débutèrent rapidement leurs enquêtes afin d'identifier les responsables de ces crimes. En peu de temps, les auteurs furent rapidement arrêtés et emprisonnés, dont le dernier commandant du camp, Hermann Pister, arrêté en juin 1945 par des soldats américains à Munich. L'état-major du Commandement fut interné dans un camp de prisonniers de guerre à Bad Aibling et interrogé peu après la fin de la guerre en 1945 par le Counter Intelligence Corps. Au moins 450 anciens détenus de Buchenwald furent appelés comme témoins, dont Hermann Brill (en), et deux camions contenant du matériel documentaire appartenant au commandant du camp furent utilisés comme preuves. En raison de la Commission consultative européenne de Londres, l'armée américaine de Thuringe remit les pièces à conviction à l'administration militaire soviétique en Allemagne (SMAD) le 1er juillet 1945. Après des enquêtes préliminaires contre plus de 6 000 personnes jusqu'à l'automne 1945, environ 250 suspects furent arrêtés. Cependant, les témoins n'étaient souvent plus en mesure de les identifier, ou les photos incriminantes n'étaient pas correctement attribuées ; tandis que certains suspects réussirent à s'enfuir,.
En raison de la présence de nombreux suspects en zone d'occupation soviétique ou détenus par l'armée Rouge, ainsi qu'au vu du nombre de ressortissants de l'Union soviétique ayant péri dans le camp (environ 15 000 ; soit plus que toutes autres nations impliquées), le gouvernement militaire américain en Allemagne (OMGUS) considéra l'Union soviétique chargée du processus judiciaire. Le 9 novembre 1945, l'adjoint au gouverneur militaire, Lucius D. Clay, proposa au chef de l'administration militaire soviétique en Allemagne, Vasily Sokolovsky, de transférer le procès de Buchenwald au gouvernement soviétique. Après de longues négociations et une inspection hésitante des dossiers de l'enquête, les autorités soviétique manifestèrent leur intérêt pour une procédure concernant uniquement les tueries de masse à Gardelegen, où 1 000 prisonniers furent brûlés vifs. Après la remise de 22 accusés aux autorités militaires soviétiques, il fut convenu d'effectuer la même procédure pour les accusés du camp de concentration de Buchenwald et de Mittelbau-Dora. Le 3 septembre 1946 fut stipulé comme la date du transfert des détenus et des preuves étendues concernant Buchenwald et Mittelbau ; cependant, aucun représentant de l'administration militaire soviétique ne viendra au point de rencontre de la zone frontalière. Mais après 14 heures d'attente, les prisonniers et les preuves furent tant bien que mal ramenés au centre de détention de Dachau.

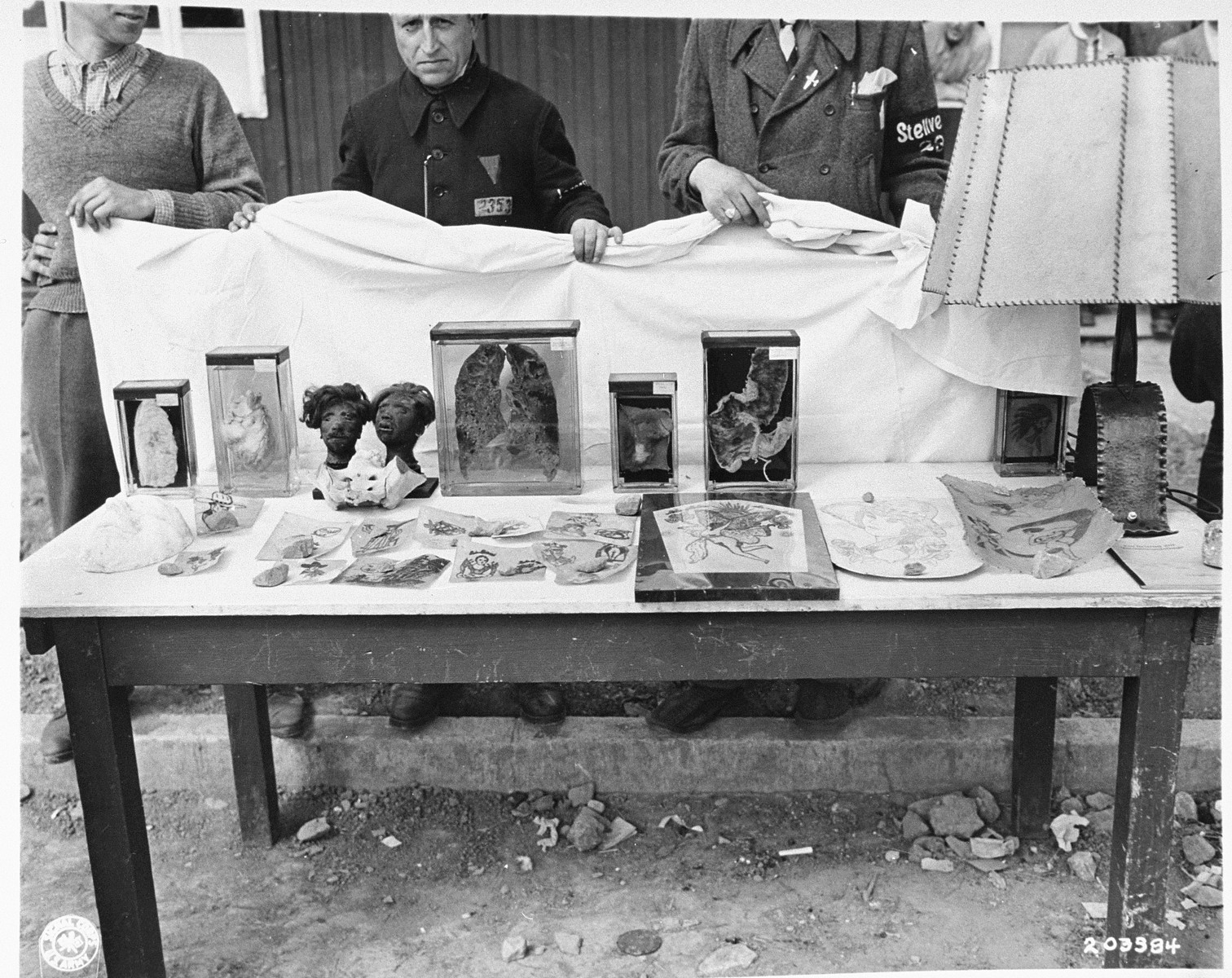
Quelques-unes des preuves illustrant les atrocités des camps nazis présentées lors du procès : extraits et organes humains dont têtes réduites, feuilles de dessin ou abat-jour en peau, savon à base de graisse humaine..., 16 avril 1945

Des négociations privées concernant la compétence de la procédure de Buchenwald survirent à cause d'une critique internationale tardive significative. En particulier, la Commission des crimes de guerre des Nations unies, une commission des États alliés chargée de poursuivre les crimes de guerre commis par les puissances de l'Axe, exigeait déjà au début de 1946 la mise en œuvre du procès de Buchenwald devant un tribunal international. Les autorités militaires soviétiques n'ayant manifesté aucun intérêt envers ce procès, les autorités judiciaires françaises et belges annoncèrent leur volonté de mener à bien le procès, mais cette option fut rejetée par la cour américaine face à l'immense travail de traduction à effectuer. L'enquêteur principal de l'armée américaine força le début du processus, qui s'acheva à la fin de décembre 1946.

## Poursuites et bases légales

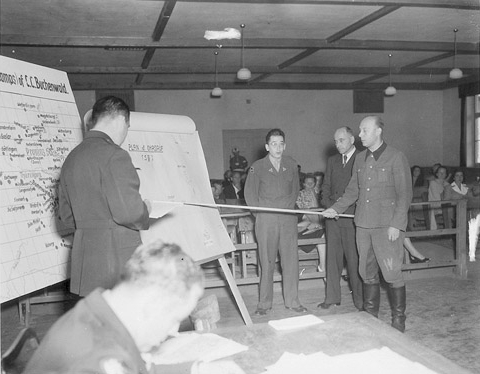
Werner Greunuss (à droite) lors de la première instance (partie des procès de Dachau). Il était SS-Untersturmführer et médecin nazi à Buchenwald. Les autres personnes : Robert Kunzig, Herbert Rosenstock et Dr. Aheimer, 5 août 1947

La plupart des inculpés étaient membres du personnel du camp, mais le chef des SS et de la police, Josias, prince héréditaire de Waldeck et Pyrmont, avait été inculpé, car le camp de concentration de Buchenwald se trouvait sous sa juridiction. Le commandant du camp, Hermann Pister, les membres du commandement, trois des médecins du camp, des officiers supérieurs de la SS ainsi que la veuve du premier commandant, Ilse Koch, furent inculpés. De plus, les chefs de quartier, les commandants de détachement, trois prisonniers fonctionnaires et employés civils furent également jugés.

La base légale du processus était l'administration juridique et pénale de mars 1947, basée sur les décrets du gouvernement militaire. La loi n° 10 du 20 décembre 1945 du Conseil de contrôle, selon laquelle toute personne mise en examen pour crimes de guerre, crimes contre la paix et crimes contre l'humanité pourrait être condamnée, n'a joué aucun rôle important dans ce processus.
Les accusés photographiés par les forces militaires américaines à partir d'avril 1947

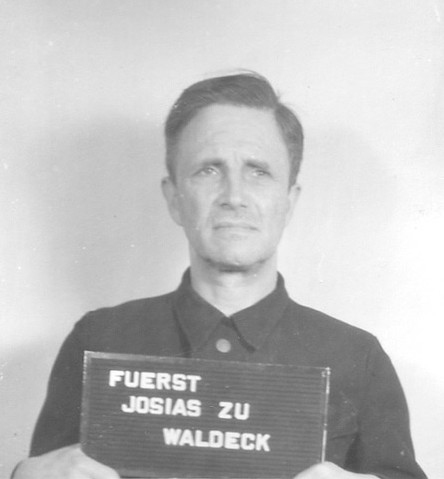
Josias de Waldeck-Pyrmont, Höhere SS- und Polizeiführer
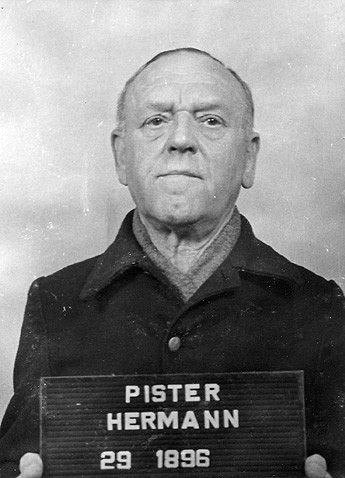
Hermann Pister, deuxième et dernier commandant du camp
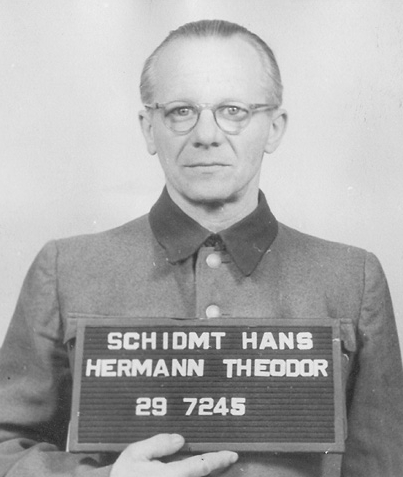
Hans-Theodor Schmidt, attaché à Hermann Pister
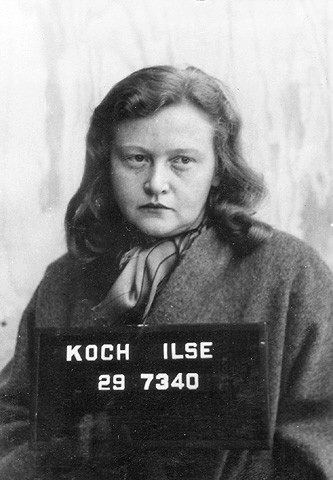
Ilse Koch, épouse du premier commandant du camp, Karl Otto Koch
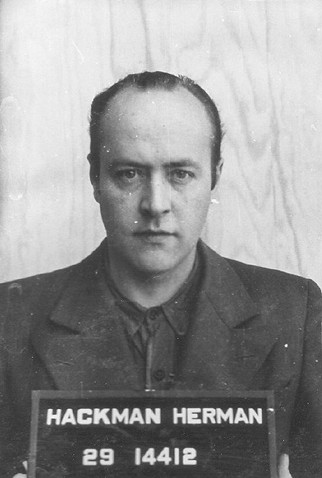
Hermann Hackmann, attaché au premier commandant du camp
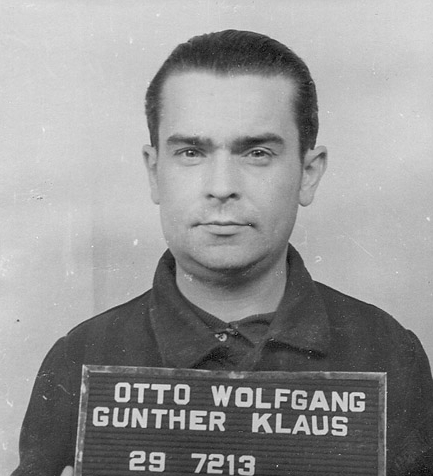
Hans-Wolfgang Otto (de), tête de la Kommandanturschreibstube
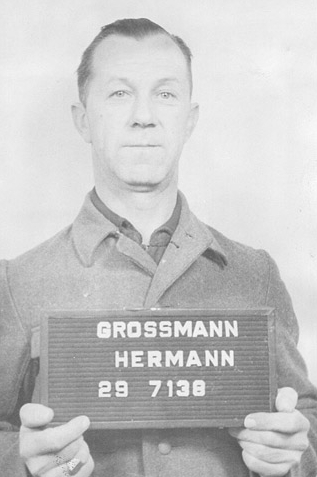
Hermann Grossmann (de), gérant d'entrepôt des camps satellites de Buchenwald
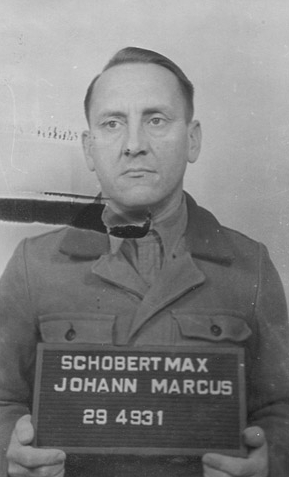
Max Schobert (de), Schutzhaftlagerführer
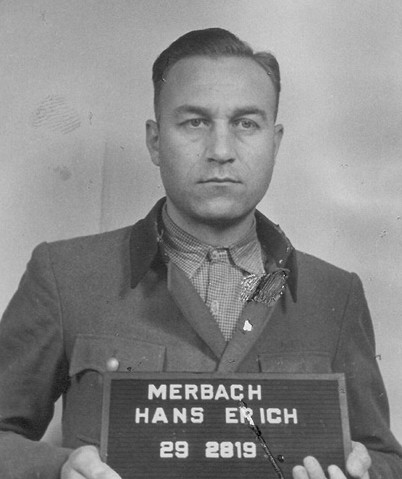
Hans Merbach, zweiter Schutzhaftlagerführer
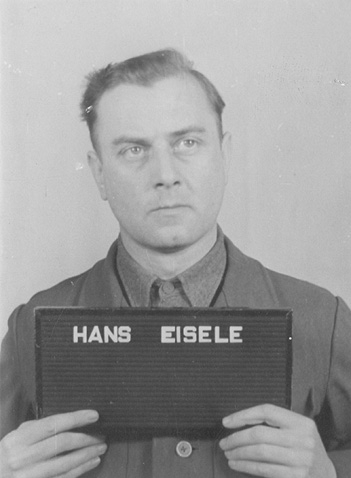
Hans Eisele, médecin du camp
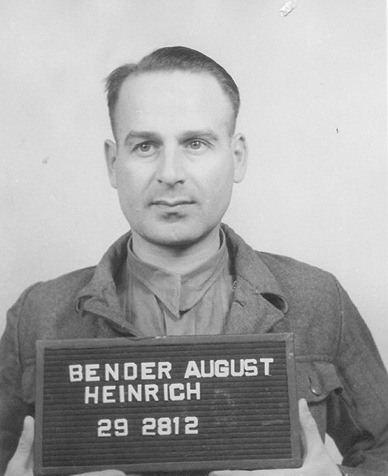
August Bender (de), médecin du camp
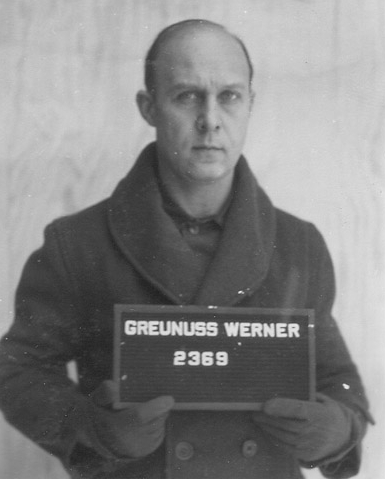
Werner Greunuss (de), médecin dans le sous-camp d'Ohrdruf
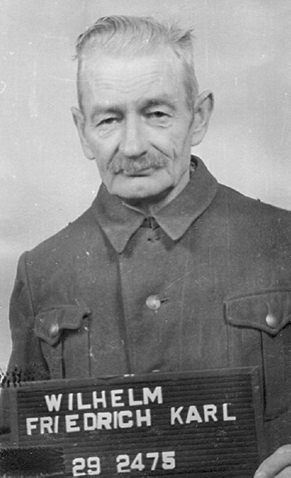
Friedrich Karl Wilhelm (de), SS-Sanitätsdienstgrad
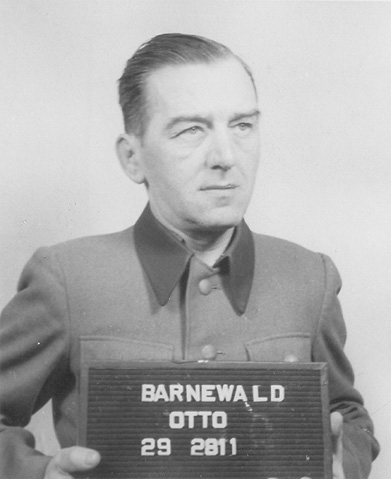
Otto Barnewald (de), directeur administratif
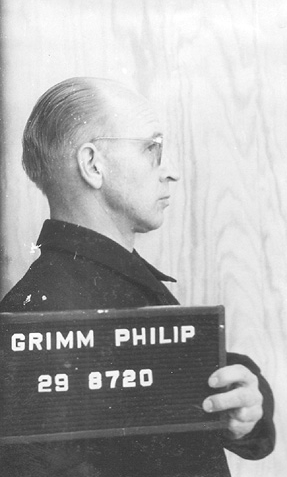
Philipp Grimm (de), surveillant de travail
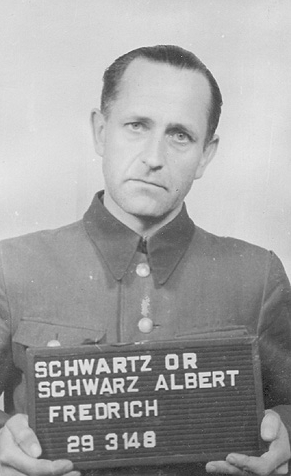
Albert Fredrich Schwartz (de), surveillant de travail
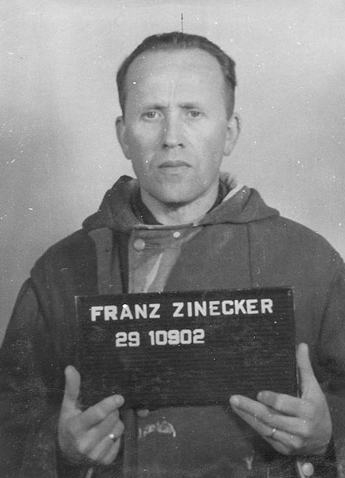
Franz Zinecker (de), surveillant de travail
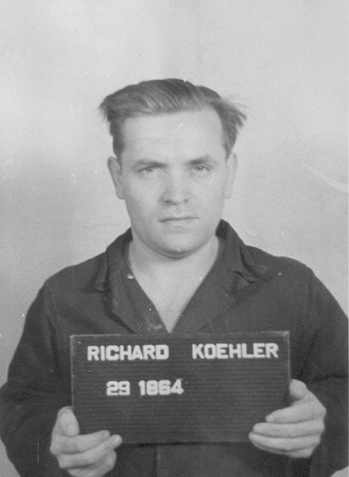
Richard Köhler (de), membre du Kommando 99
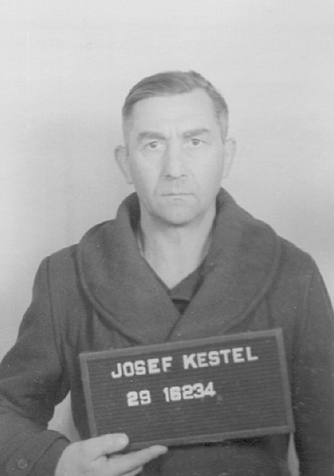
Josef Kestel (de), directeur de bloc et chef Kommando
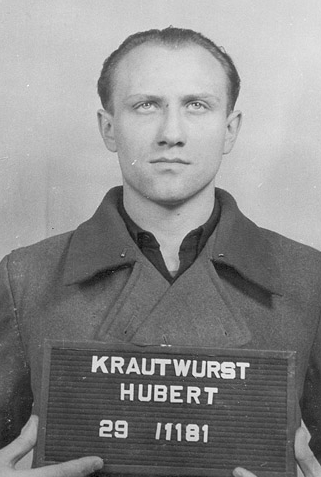
Hubert Krautwurst (de), chef Kommando
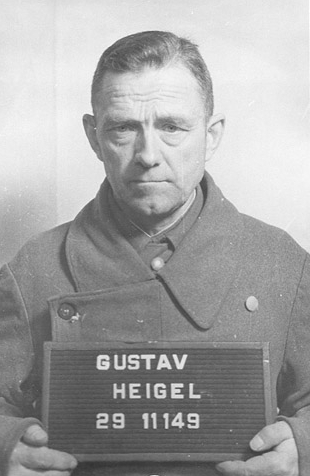
Gustav Heigel (de), chef Kommando et chef des blocs d'arrestation
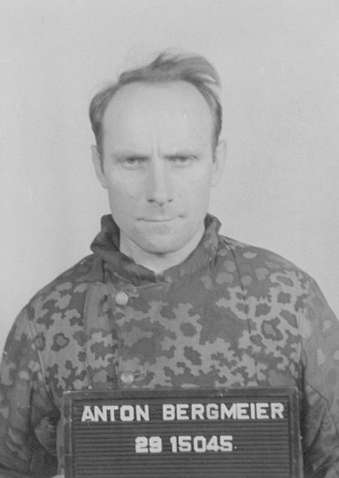
Anton Bergmeier (de), superviseur interne de la prison du camp
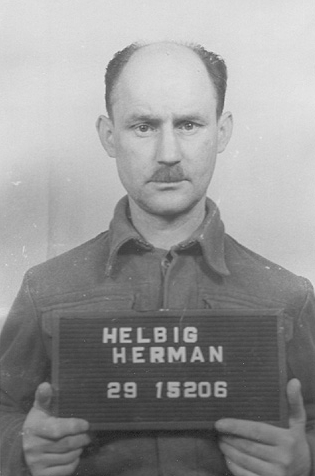
Hermann Helbig (de), crématorium Kommandoführer
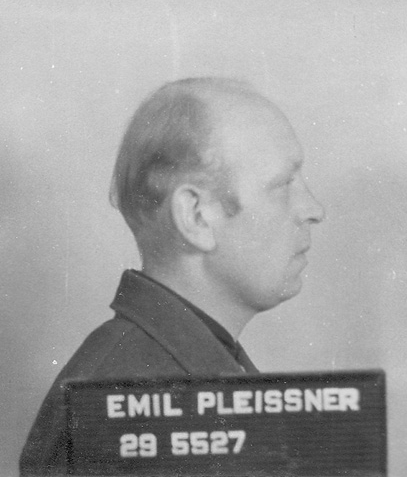
Emil Pleissner (de), crématorium Kommandoführer
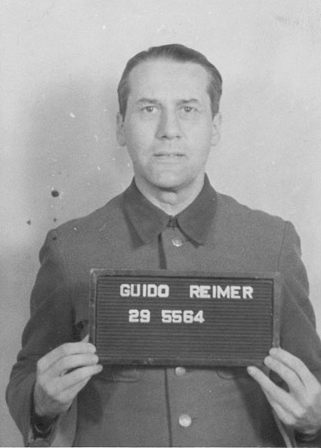
Guido Reimer (de), commandant des SS-Sturmbanns
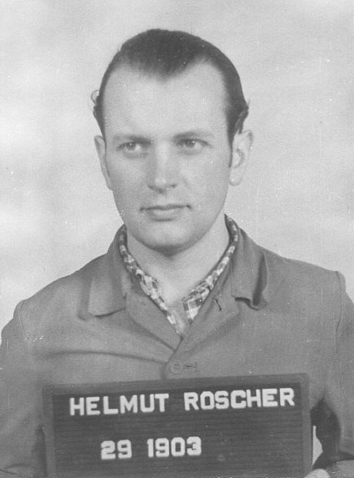
Helmut Roscher (de), chef de rapport
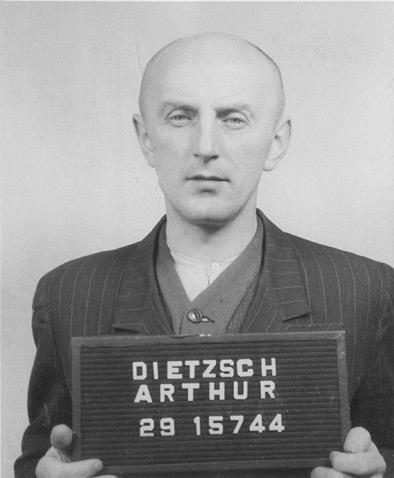
Arthur Dietzsch (en), infirmier kapo
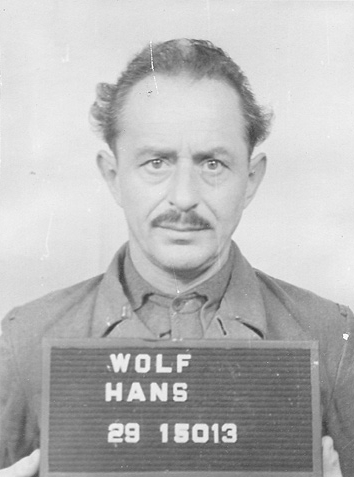
Hans Wolf (de), kapo à l'entrepôt central de Tröglitz
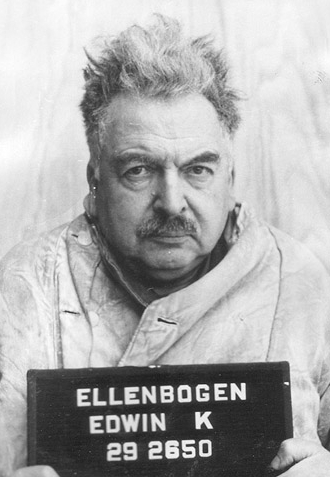
Edwin Katzenellenbogen (de), docteur kapo
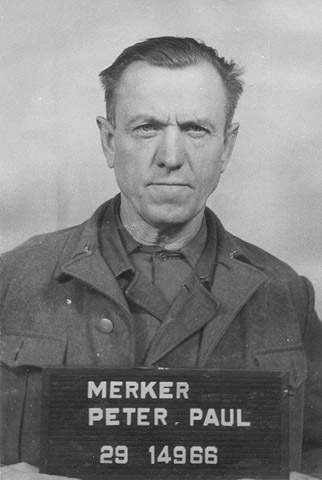
Peter Merker (de), Kommandoführer à Gustloff-Werk II
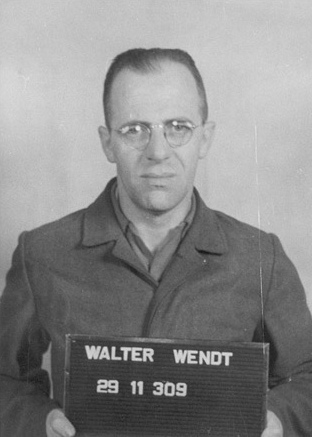
Walter Wendt (de), responsable du personnel civil à Erla Maschinenwerk

## Sanctions
Sur les 31 personnes inculpées pour crimes de guerre, toutes sont reconnues coupables. 
11 seront exécutés, 10 sont condamnés à morts mais voient leur peine transformée, 5 sont condamnés à la prison à vie, 4 sont condamnés à 10, 15 ou 20 ans de prison.
Ilse Koch, condamnée à la prison à vie, se suicide en prison en 1967.